# Folch de Tornell
Folch de Tornell (també escrit: Folc de Tornell) (? - ?) fou Mestre de l'Orde de l'Hospital a la Corona d'Aragó des del 1221 al 1227.

## Llinatge
Desconegut

## Biografia
Present durant el matrimoni entre Jaume I d'Aragó i Elionor de Castella.